# Fiacha Finnfolaidh
Fiacha Finnolach, le fils de Feradach Finnfechtnach est selon les légendes médiévales et la tradition pseudo-historique irlandaise un Ard ri Erenn.

## Règne
Il prend le, pouvoir après avoir tué son prédécesseur, Fiatach Finn. Il règne 15, 17, ou 27 ans selon la source retenue avant d'être tué avec les hommes libres d'Irlande lors d'une révolte des « aithech-tuatha » ou « peuples assujettis », conduits selon le Lebor Gabála Érenn et les Annales des quatre maîtres, par Elim mac Conrach, ou par Cairbre Cinnchait selon Geoffrey Keating.
Selon un poème du IXe siècle de Mael Mura d'Othain, Fíacha Finnolach, ayant été détrôné par quatre rois provinciaux, Elim mac Conrach d'Ulaid, Sanb (fils de Cet Mac Mágach) du Connacht, Foirbre du Munster et Eochaid Ainchenn du Leinster, c'est Elim qui prend la royauté suprême. Des versions ultérieures de cette histoire ont supprimé la participation de la noblesse provinciale, faisant des sujets révoltés des paysans irlandais.
Son épouse Eithne Imgel, fille du roi d'Alba (i.e: Écosse), qui était enceinte s'enfuit chez son père en Écosse où elle donne naissance au fils de Fíachu, Tuathal Techtmar, qui reviendra plus tard en Irlande réclamer le trône. Le Lebor Gabála Érenn synchronise son règne avec celui de l'Empereur romain Nerva (96-98 ap. J.-C.). La chronologie de Geoffrey Keating Foras Feasa ar Éirinn lui attribue comme dates 28 à 55 ap. J.-C. tandis que les Annales des quatre maîtres  39 à 56 ap.J.-C..

## Sources
- (en) Cet article est partiellement ou en totalité issu de l’article de Wikipédia en anglais intitulé « Fíachu Finnolach » (voir la liste des auteurs), édition du 28 mars 2012.